# Наочаре
Наочаре или наочари су помагало које се ставља на лице испред очију са циљем да их заштити или да кориснику омогући бољи вид. Састоје се од сочива и рама који држи сочиво/сочива на лицу.
Наочаре могу бити сабирне или конвексне (плус-сочива), за исправљање далековидности и старовидности, расипне или конкавне]] (минус-сочива), за исправљање кратковидности, цилиндричне сочива, за исправљање астигматизма, призматична сочива код шкиљења. Ако у неправилности вида постоји разлика између вида у даљину и онога за близину, могу се прописати сочива с два или више жаришта (бифокалне, мултифокалне). Наочарна се сочива израђују од стакла или пластике; потоње су лакше, али подложније механичким оштећењима. Наочаре служе и као заштита очију од ветра, прашине, страних тела, штетних гасова, јетких текућина, заразног материјала и друго. За заштиту очију од прејаке светлости, ултраљубичастих и инфрацрвених зрака користе се наочаре с обојеним стаклима. И диоптријске наочаре могу се засенити метализацијом или упорабом фотосензибилних стакала, која мењају јачину (интензитет) затамњења према околној светлости.
Наочаре су оптичка сочива која се постављају пред очи да би се код слабих очију постигла потребна оштрина вида. Код кратковидних очију слика предмета који се налази на даљини од 250 милиметара, пада испред мрежњаче. Да би слика пала на мрежњачу, кратковидни људи примакну предмет који гледају ближе оку, јер што је предмет ближе оку, слика је даље. Да би се та погрешка исправила, кратковидни људи носе наочаре с растресним или конкавним (удубљеним) сочивима. Код далековидних очију је обратно, то јест слика предмета пада иза мрежњаче. Људи таквих очију одмакну при читању књигу далеко од очију. За исправку такве погрешке служе сабирна или конвексна (испупчена) сочива. Постоји већа вероватноћа да ће људима требати наочаре што старије постају, тако да 93% људи узраста између 65 и 75 година носи корективна сочива.
У употреби су још и народни називи, али некњижевни облици: наочале, наочали, очале и очали; као и туђице ђозлуци (тур. gözlük) и бриле.

## Објашњење
Наочаре су очно помагало које исправљају поремећаје вида као што су кратковидност (миопија), далековидност (хиперопија) или астигматизам (рефракцијска видна аномалија, аметропија узрокована разликама у заобљености рефракторних површина, а њезина је последица лоше фокусирање слике на мрежњачи) - наочаре за вид, заштиту очију при раду - заштитне наочаре или заштиту од УВ зрачења - сунчане наочаре. Модерне наочаре израђене су од разних типова метала или пластике. Сочива су направљена од стакла или пластике. Јачина сочива у диоптријама прописује лекар офталмолог. Пре самог изума наочара људи су користили брушена стакла за корекцију вида. Најпознатији пример из историје је римски цар Нерон који је уз помоћ таквог стакла гледао гладијаторске игре. Прве наочаре израдио је Салвино Д'Армате 1284. године у Италији.
Наочаре се састоје од оквира који држи стакло (сочиво), а носе се испред очију, обично за исправљање оштрине вида, заштиту очију од УВ зрака или других штетних чиниоца. Модерне наочаре су подложене на типичним местима: нос и кракови за учвршћивање око ушки. Историјске примерке чине цвикери, монокли и лорњета.
Оквири за наочаре најчешће се израђују од метала или пластике. Сочива су првотно била од стакла, док су данас многа израђена од различитих типова пластике, укључујући ЦР-39 и поликарбонат. Ови материјали умањују могућност лома и лакши су од стакла. Неки пластични материјали имају боље оптичке карактеристике од стакла, као што су боља трансмисија видљивог светла и апсорпција ултраљубичастог светла. Неки такође имају бољи индекс лома од већине стаклених сочива; то је корисно у изради корективних сочива која се обликују како би исправили различити облици видних абнормалности, као што је миопија, омогућавајући употребу тањих сочива. Новија пластична сочива, назване изон, могу исправити неке аберације које се природно појављују у простору испред наших очију. Оне креирају оштрији вид и помажу код халоа и мушица које се уочавају због блештања при ноћној вожњи. Те проблеме такође решава ЛАСИК хирургија.
Премази који дају постојаност на огреботине могу се применити и на већину пластичних сочива, пружајући им подједнаку отпорност као и стакленима. Постоје још и хидрофобни премази, начињени да олакшавају чишћење, као и антирефлексни премази који редуцирају блештање, побољшавају оштрину вида ноћу и чине очи онога ко носи наочаре изразитијима. ЦР-39 сочива су најчешће кориштена пластична сочива, због ниске цене, велике отпорности на огреботине и мале транспарентности за ултраљубичасто и инфрацрвено зрачење. Поликарбонатна и Тривекс сочива су најлакше и тешко се размрскају, тако да најбоље штите од удараца, иако оптичке карактеристике нису тако добре и имају мали Абов број (31).
Нису све наочаре дизајниране само за корекцију вида, него се носе и ради заштите, прегледа визуелне информације (стереоскопија) или једноставно из естетских разлога. Заштитне наочаре штите очи од летећих честица, јаког светла и зрачења. Сунчане наочаре омогућавају бољи вид при јаком дневном светлу, и могу пружити заштиту од оштећења ултраљубичастим зрацима.

## Историја наочара

### Почеци
Најранији историјски записи о ефекту повећавања слике налазе се у староегипатским хијероглифима из 8. века пре Христа који су приказивали једноставна стаклена сочива. Најранији писани запис датира из 1. века, када је Сенека Млађи, учитељ римског цара Нерона, написао: Слова, ма колико мала и нејасна, ако се гледају кроз куглу или чашу пуну воде, постају јаснија и повећана. Цар Нерон такође је написао како је гледао игре гладијатора користећи смарагд као корективно сочиво.
Корективна сочива користио је и Абас Ибн Фирнас у 9. веку, који је пронашао начин да изради врло бистро стакло. Ове наочаре настале су полирањем и обликовањем заобљеног камена, који се користио за гледање, и биле су познате као камење за читање. Најранији доказ о изуму који повећава слику, конвексном сочиву које призор чини увећаним, налази се у Књизи о оптици коју је објавио Алхазен 1021. Њен превод на латински допринео је изуму наочара у 13. веку у Италији.
Сунчане наочаре, у облику равне стаклене плоче од задимљеног кварца, штитиле су очи од блештања и користиле су се у Кини у 12. веку или чак и раније. Међутим, оне нису имале корективну моћ.

### Откриће наочара
Око 1284. у Италији, Салвино Д'Армате је добио признање за изум првих носивих наочара. Најранији сликовни доказ кориштења наочара је портрет кардинала Хуга де Провенца који чита рукопис, а насликао га је Томасо да Модена 1352. године. Други рани примерак је приказ наочара пронађен у Северним Алпама, у цркви у Бад Вилдунгену у Немачкој 1403.
Постоји много теорија о заслугама за изум традиционалних наочара. Године 1676, Франческо Реди, професор на Универзитету медицине у Пизи, написао је како поседује 1289 рукописа чији се аутори жале да не би били у могућности читати или писати да није било недавног изума наочара. Он је такође написао белешку о проповеди из 1305, у којој је проповедник, доминикански редовник Фра Ђиордано да Ривалто приметио да су наочаре биле изумљене пре више од 20 година, и тврдио да је лично упознао изумитеља. Према том доказу, Реди је заслугу за поновни изум наочара приписао другом доминиканском монаху из Пизе, Фра Алесандру да Спини, јер је изворни изумитељ то откриће држао у тајности. То право је садржано у његовом тестаменту.
Остале приче, могуће легенде, заслугу за изум наочара приписују Роџеру Бејкону. Бејкон је познат као први који је 1262. написао референцу о карактеристици сочива да увећавају предмете, иако је то било обзнањено у Алхазеновој књизи о оптици из 1021. Бејконова расправа De iride (На дуги), која је написана док је Бејкон био ученик Роберта Гросетеста, око 1235, спомиње коришћење сочива за читање најмањих слова с знатних удаљености. И док тачан датум и изумитељ могу бити заувек оспоравани, готово је сигурно да су наочаре изумљене између 1280. и 1300. у Италији. Тадашње наочаре имале су конвексна сочива која су могла исправити и хиперопију (далековидност) и презбиопију, која се обично јавља као симптом старења. Верује се да је Николас од Кусе открио добробит конкавних сочива у исправљању миопије (кратковидности). Дакако, тек је 1604. Јоханес Кеплер објавио расправу о сочивима и астрономији, у којој је дао прво исправно објашњење зашто конвексна и конкавна сочива могу да исправе презбиопију и миопију.

### Даљи напредак
Амерички научник Бењамин Франклин, који је патио и од миопије и презбиопије, изумео је бифокалне наочаре 1784. како би избегао често мењање два пара наочала. Прва сочива за исправљање астигматизма конструисао је британски астроном Џорџ Бидел Ери 1825.
С временом је и израда оквира за наочаре напредовала. Први примерци су били намењени за ношење у руци или за причвршћивање на нос (цвикери). Ђироламо Савонарола је предложио да се оквири фиксирају помоћу траке која се обавије око главе, а све би додатно учврстио шешир. Модерне оквире за наочаре, подржане краковима за учвршћивање око ушију, унапредио је 1727. британски оптичар Едвард Скарлет. У почетку то унапређење није наишло на већи ођек јавности те су лорњета остала у моди кроз 18. и почетак 19. века.
Почетком 20. века Мориц фон Рор у фабрици Цајс (уз помоћ Х. Боегехолда и А. Сонефелда) израдио је Боегехолд Пунктал, сферна сочива с фокусом у једној тачци, која су доминирала много година.
Упркос растућој популарности контактних сочива и ласерске корективне хирургије ока, наочаре се уобичајено носе, као што се и њихова технологија побољшава. На пример, данас је могуће купити оквире направљене од посебног, прилагођавајућег метала који се након савијања враћа у првобитни облик. Други оквири имају еластичне зглобове. Ови дизајни омогућавају угодније ношење и пружају бољу заштиту од могуће несреће. Модерни оквири се такође често израђују од чврстих, лаганих материјала, као што су примесе титана, који нису раније били доступни.

## Врсте наочара
Према намени наочаре се могу поделити на више целина:

### Диоптријске наочаре
Диоптријске наочаре су наочаре са диоптријским стаклима одређене диоптрије намењене као помоћ кориснику за отклањање недостатака очију при гледању (кратковидост, далековидост, астигматизам ...).
Користећи физички закон преламања светлости кроз материјале различите густине, стакло, а у новије време све више специјална пластика, брусе се да могу кориговати кратковидост или далековидост. Сочива за кратковиде се издубљују (у њима се може држати вода 'фигуративно да би се боље описале), док су сочива за далековиде испупчена као биљка/храна сочиво, по чему су највероватније и добила име. Диоптријске наочаре имају дршке којима се држе на лицу на тај начин што су ослоњене на нос а закачене за ушне шкољке.
Данас постоје и стакла и пластике које имају „фото“ ефекат тј. на сунцу потамне као наочаре за сунце.
Уместо наочара све више се користе контактна сочива, која се директно смештају у око - између капака и очне јабучице.
Спољна обрада сочива може бити „антирефлексна“ па се кориснику не виде очи јер стакло има ефекат, за онога који гледа, огледала.

### Лорњон
Диоптријска стакла чији рам уместо дршки за ушне шкољке имају један држач са стране и служе да се повремено нешто погледа. Користиле су их пре свега даме (у прошлости) и било је отмено имати их, нпр. у позоришту, као и лепезу, и повремено погледати нешто кроз њих. Углавном су нефункционалне и користиле су се као модни детаљ.

### Монокл
Монокл је тип диоптријских наочара који има само једно стакло. Стакло се држи тако што се корисник „намршти“ и мишићима око ока држи стакло. То је, наравно, непријатно и заморно, па се монокл користи само да би се нешто погледало. Монокл је једно стакло смештено у рам и повезано пантљиком за појас. Сам монокл се углавном држао у једном џепчићу и повремено вадио. Монокл се раније (у прошлости) више користио а данас га користе појединци (сајџије, филателисти , нумизматичари ...).

### Наочаре за сунце
Наочаре за сунце служе као заштита ока од појачаног сунчевог зрачења али и као модни детаљ. Стакло може бити разних боја (зелена, сива, браон...) и различитог степена затамњености. Обавезан реквизит су планинарима и уопште онима који много времена проводе на сунцу, снегу...
Постоје и у виду натикача, када се натичу на наочаре са диоптријом.

### Заштитне наочаре
Заштитне наочаре су предвиђене у производним процесима где може доћи до оштећења вида. То може да буде у челичанама варнице или за оне који раде на машинама за обраду метала, стакла, дрвета и слично. У току рада, на машинама, парчићи материјала који се обрађује лете неконтролисано па могу да погоде и оштете око па зато служе наочаре као физичка препрека и заштита.
Заштитне наочаре постоје и за раднике који се баве заваривањем, јер се том приликом јавља интензивна светлост која може да оштети вид.
Заштитне наочаре носе и они који се баве ласерима, јер је ласерска светлост штетна за вид.

### Маска за роњење
На неки начин и маска за роњење или наочаре за пливање се могу сврстати у наочаре, поготову што постоје маске за роњење које покривају само очи. Штите очи рониоца од воде и омогућавају му да под водом гледа. Ипак већина маски за роњење покрива већи део лица - нос па и уста, зависно од типа. Наочаре за пливање покривају само очи и омогућавају пливачима да гледају под водом док се такмиче.

### Прибор за наочаре
У прибор за наочаре спадају кутијице за заштиту или ношење наочара, крпице за брисање стакла наочара или ланчићи или траке за придржавање наочара током рада.

## Занимања везана за наочаре
- Очни лекари или офтамолог после прегледа преписују какве наочаре пацијент треба да носи
- Оптичари - праве наочаре на тај начин што секу фабрички направљено сочиво на облик да стаје у рам наочара
- Спортисти пливачи, скијаши и други зимски спортисти, планинари, мотоциклисти...
- Радници којима је током процеса производње угрожен вид — заваривачи, челичари, стругари...